# Turtmann
Turtmann foi uma comuna da Suíça, no Cantão Valais, com cerca de 1.023 habitantes. Estendia-se por uma área de 6,8 km², de densidade populacional de 150 hab/km². Confinava com as seguintes comunas: Agarn, Bratsch, Eischoll, Ergisch, Gampel, Leuk, Niedergesteln, Steg, Unterems. 
A língua oficial nesta comuna era o Alemão.

## História
Em 1 de janeiro de 2013, passou a formar parte da comuna de Turtmann-Unterems.